# 強生威爾士大學

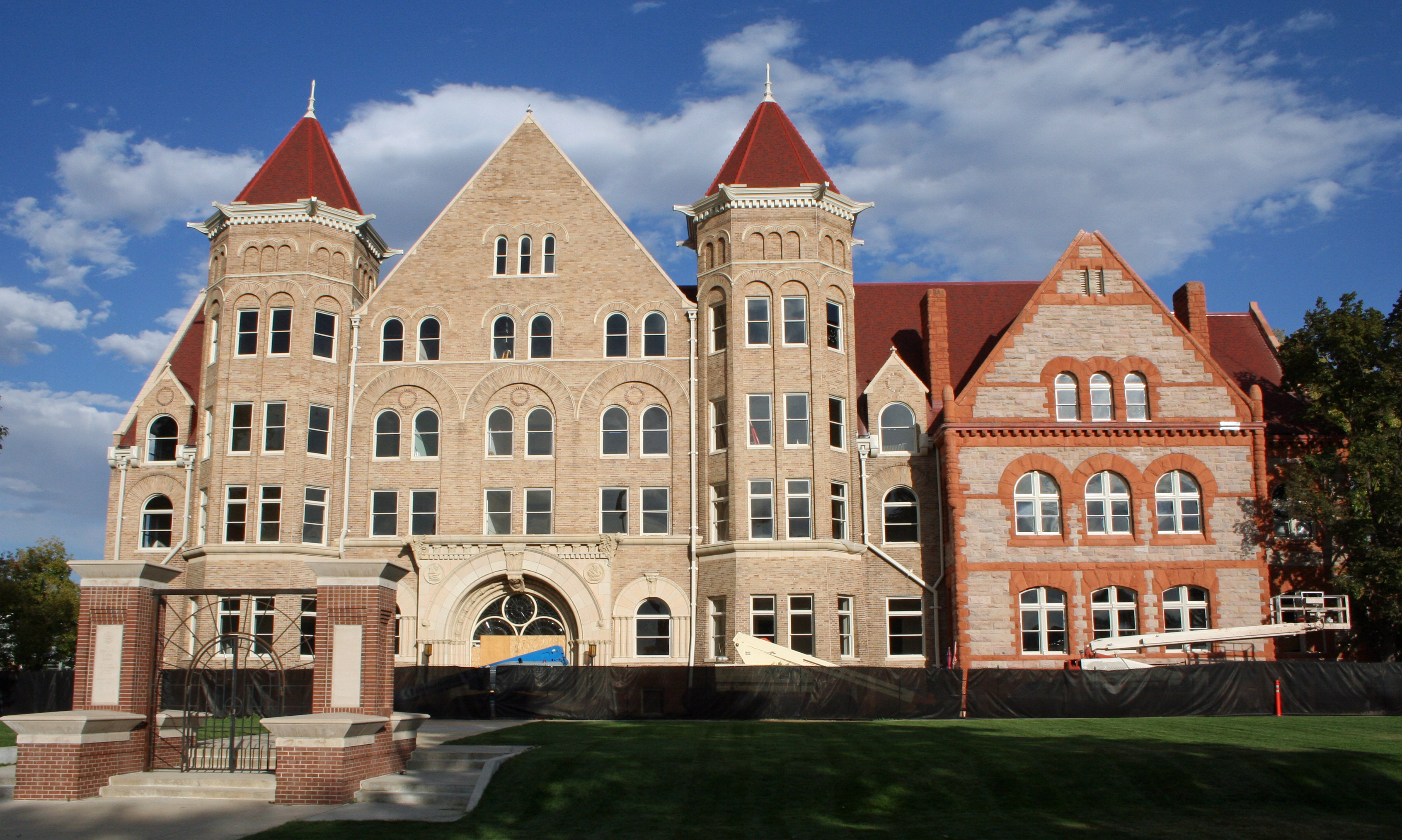
大學建築“Treat Hall”

強生威爾士大學（Johnson & Wales University，縮寫：JWU），即约翰逊威尔士大学，是一所位于美国罗德岛州普羅維登斯的私立大学，由教師格特魯德·I·強生（Gertrude I. Johnson）和瑪麗·T·威爾士（Mary T. Wales）创建于1914年。該大學已經得到新英格蘭學校和學院協會的認可， 2015年《美國新聞與世界報道》將其列在“北部地區大學”排名中的第65位。
其最早的校區、即現在最大的校區位於普羅維登斯，理工、商科都在此上課，此外在克蘭斯頓（1985年開設）、北邁阿密（1992年）和夏洛特（2004年）還有三個校區。

## 学术

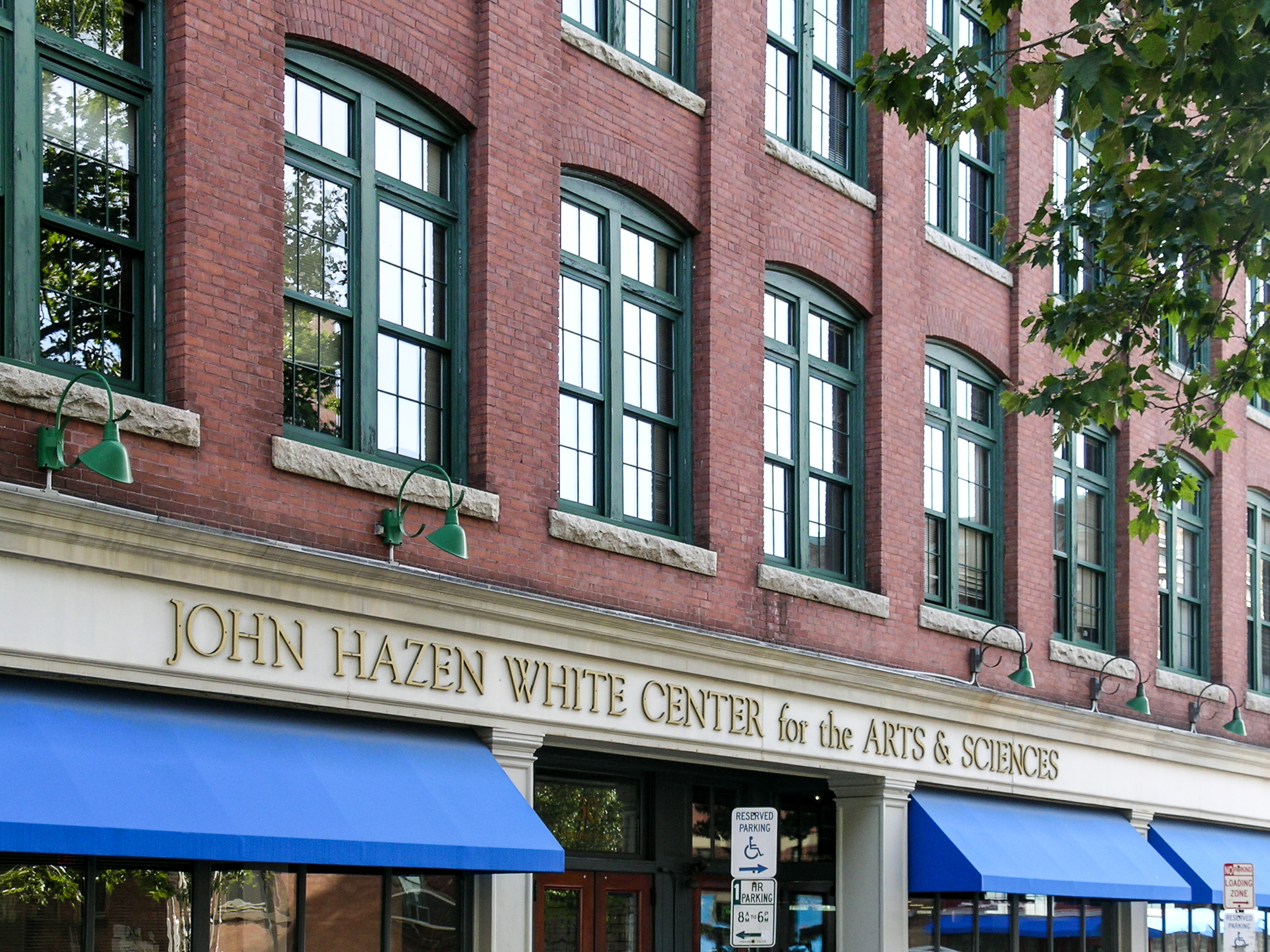
约翰·哈森·怀特中心（John Hazen White Center）是人文科学院的主楼

该大学共有四个学院，即商学院（College of Business）、厨艺学院（College of Culinary Arts）、酒店管理学院（Hospitality College）和人文科学院（College of Arts & Sciences）。其厨艺和酒店管理专业在美国国内可以排到前10。

## 外部連結
- Official website （页面存档备份，存于）
- Alumni Website （页面存档备份，存于）

41°49′12″N 71°24′46″W / 41.819953°N 71.412805°W